# فاطمه حسونه
فاطمه حسونه (۱۵ آوریل ۱۹۹۹–۱۶ آوریل ۲۰۲۵) عکاس فلسطینی بود که به‌خاطر عکس‌هایش در خلال جنگ غزه به شهرت رسید. او همچنین شخصیت اصلی مستند «روحت را در دستت بگیر و قدم بزن» به کارگردانی سپیده فارسی بود. حسونه در حمله‌ای مستقیم از سوی نیروی هوایی اسرائیل در ۱۶ آوریل ۲۰۲۵ میلادی، به همراه تمامی اعضای خانواده‌اش کشته شد. به گفته دولت اسرائیل، حمله ۱۶ آوریل، حمله‌ای «هدفمند» به یک عضو حماس بود. سپیده فارسی، اظهارات مقامات اسرائیلی را مزخرف خواند. ۲۴ ساعت قبل از این حمله مستندی که حسونه شخصیت اصلی آن را داشت در جشنواره فیلم کن به نمایش درآمده بود.

## پیش‌نویس
1. ↑  Goodfellow، Melanie (۲۰۲۵-۰۴-۱۷). «Palestinian Photojournalist & Protagonist Of Cannes-Selected Doc Killed In Israeli Gaza Strike». Deadline (به انگلیسی). دریافت‌شده در ۲۰۲۵-۰۴-۱۹.
2. ↑  "Gaza photojournalist Fatima Hassouna killed in a strike with 10 of her relatives" (به انگلیسی). 2025-04-17. Retrieved 2025-04-19.
3. ↑  Staff, Images (2025-04-18). "Palestinian photojournalist Fatima Hassouna, protagonist of Cannes-selected doc, killed in Israeli airstrike". Images (به انگلیسی). Retrieved 2025-04-19.
4. ↑  «Cannes Section ACID Announces Selection, From a 'Feel-Good Movie About Depression to a New Drama With Paris Olympics 'Blue Man».